# Sainte-Geneviève (Manche)
Sainte-Geneviève és un municipi francès situat al departament de la Manche i a la regió de Normandia. L'any 2007 tenia 322 habitants.

## Demografia

### Població
El 2007 la població de fet de Sainte-Geneviève era de 322 persones. Hi havia 121 famílies de les quals 21 eren unipersonals (17 homes vivint sols i 4 dones vivint soles), 46 parelles sense fills, 42 parelles amb fills i 12 famílies monoparentals amb fills.
La població ha evolucionat segons el següent gràfic:
Habitants censats

### Habitatges
El 2007 hi havia 173 habitatges, 129 eren l'habitatge principal de la família, 35 eren segones residències i 9 estaven desocupats. 170 eren cases i 3 eren apartaments. Dels 129 habitatges principals, 103 estaven ocupats pels seus propietaris, 25 estaven llogats i ocupats pels llogaters i 1 estava cedit a títol gratuït; 6 tenien dues cambres, 14 en tenien tres, 38 en tenien quatre i 71 en tenien cinc o més. 104 habitatges disposaven pel capbaix d'una plaça de pàrquing. A 58 habitatges hi havia un automòbil i a 61 n'hi havia dos o més.

### Piràmide de població
La piràmide de població per edats i sexe el 2009 era:
| Homes | Edats   | Dones |
| ----- | ------- | ----- |
| 0     | 95 o +  | 0     |
| 4     | 90 a 94 | 0     |
| 0     | 85 a 89 | 4     |
| 0     | 80 a 84 | 0     |
| 4     | 75 a 79 | 8     |
| 12    | 70 a 74 | 4     |
| 8     | 65 a 69 | 8     |
| 16    | 60 a 64 | 8     |
| 0     | 55 a 59 | 12    |
| 12    | 50 a 54 | 4     |
| 0     | 45 a 49 | 4     |
| 12    | 40 a 44 | 8     |
| 16    | 35 a 39 | 16    |
| 12    | 30 a 34 | 8     |
| 8     | 25 a 29 | 12    |
| 0     | 20 a 24 | 8     |
| 0     | 15 a 19 | 12    |
| 8     | 10 a 14 | 16    |
| 24    | 5 a 9   | 4     |
| 4     | 0 a 4   | 12    |

## Economia
El 2007 la població en edat de treballar era de 200 persones, 146 eren actives i 54 eren inactives. De les 146 persones actives 142 estaven ocupades (74 homes i 68 dones) i 4 estaven aturades (4 dones i 4 dones). De les 54 persones inactives 17 estaven jubilades, 21 estaven estudiant i 16 estaven classificades com a «altres inactius».

### Ingressos
El 2009 a Sainte-Geneviève hi havia 122 unitats fiscals que integraven 312 persones, la mediana anual d'ingressos fiscals per persona era de 15.446 €.

### Activitats econòmiques
Dels 14 establiments que hi havia el 2007, 1 era d'una empresa de fabricació d'altres productes industrials, 2 d'empreses de construcció, 6 d'empreses de comerç i reparació d'automòbils, 3 d'empreses de transport, 1 d'una empresa financera i 1 d'una empresa classificada com a «altres activitats de serveis».
Dels 4 establiments de servei als particulars que hi havia el 2009, 1 era un taller de reparació d'automòbils i de material agrícola, 1 fusteria, 1 empresa de construcció i 1 perruqueria.
L'any 2000 a Sainte-Geneviève hi havia 18 explotacions agrícoles que ocupaven un total de 420 hectàrees.

## Poblacions més properes
El següent diagrama mostra les poblacions més properes.